# 克魯恰鄉 (康斯坦察縣)
44°32′0″N 28°14′0″E / 44.53333°N 28.23333°E
克魯恰鄉（羅馬尼亞語：Comuna Crucea, Constanța），是羅馬尼亞的鄉份，位於該國西南部，由康斯坦察縣負責管轄，面積238平方公里，海拔高度114米，2007年人口3,258，人口密度每平方公里14人。